# アンドリュー・ザーザン

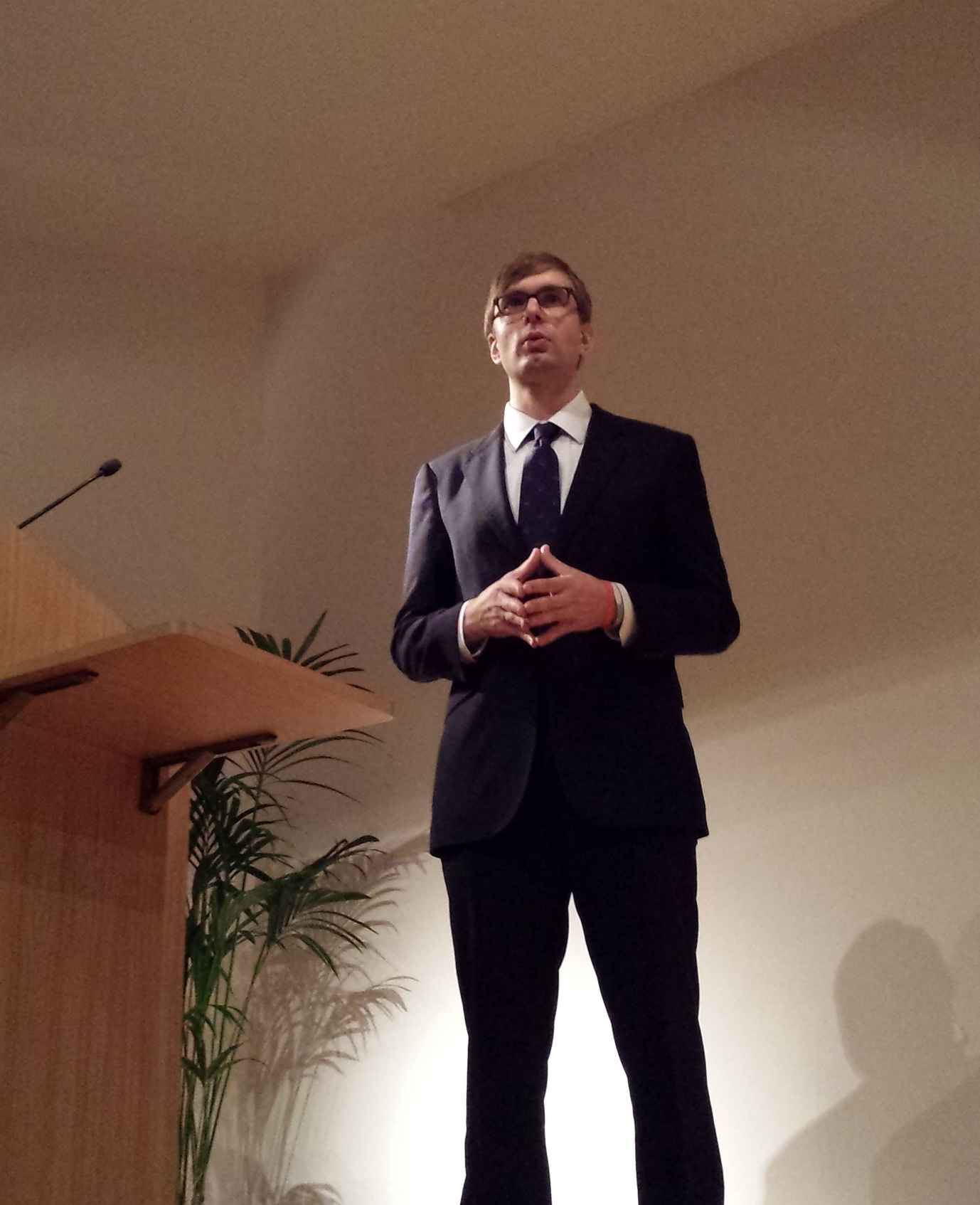
アンドリュー・ザーザン(2014年)

アンドリュー・ザーザン(英語:Andrew Zerzan、1981年5月27日 - )は、アメリカの元世界銀行職員。国連テロ対策実施タスクフォースのワーキンググループの秘書を務めている。2014年には、世界的なリスクマネジメントプログラムを構築した功績が認められ、シティ・オブ・ロンドンのリスクマネジメントアワードで表彰された。

## 経歴
アメリカ合衆国に生まれた。 トロント大学で政治学と経済学をダブルメジャーで専攻し卒業した後、ロンドン・スクール・オブ・エコノミクスで金融や経済規制について学んだ。

## 出版物の目録
- Why should scientists communicate clearly with the public?, 2019[5]
- How to make partnering with a Chinese university a success, 2019[6]
- Policing Financial Services: Surveying the Anti-Money Laundering Regulatory Regime, 2011[7]
- New Technologies, New Risks?: Innovation and Countering the Financing of Terrorism, 2010[8]
- Industry Guide: Methodology for Assessing Money Laundering and Terrorist Financing Risks, 2010[1]

## 関連リンク
- LinkedIn Profile